# The Home Depot
The Home Depot è una multinazionale statunitense che vende al dettaglio attrezzi e materiali da costruzione, elettrodomestici, servizi e prodotti per la manutenzione della casa. Home Depot è il più grande rivenditore di articoli per la casa negli Stati Uniti. Nel 2021, l'azienda contava 490.600 dipendenti e un fatturato di oltre 151 miliardi di dollari. La società ha sede a Vinings, nella Contea di Cobb in Georgia con un indirizzo postale ad Atlanta.
Gestisce molti negozi di formato big-box negli Stati Uniti (compresi il Distretto di Columbia, Guam, Porto Rico e le Isole Vergini americane) e in tutte le 10 province del Canada, in tutti i 32 stati messicani e a Città del Messico. Anche la società MRO Interline Brands (ora The Home Depot Pro) è di proprietà di The Home Depot, con 70 centri di distribuzione negli Stati Uniti.

## Storia

### 1978–1999
The Home Depot è stato fondato nel 1978 da Bernard Marcus, Arthur Blank, Ron Brill, Pat Farrah e Ken Langone.  L'obiettivo era la vendita di prodotti per il miglioramento e il bricolage casalingo attraverso supermercati più grandi delle strutture commerciali della concorrenza. Il banchiere di investimento Ken Langone ha aiutato Marcus e Blank ad assicurarsi il capitale necessario.
Nel 1979, i primi due negozi, allestiti in spazi affittati da JC Penney (che in origine erano negozi del tipo "ipermercato"), aprirono nell'area metropolitana di Atlanta (a Doraville e su Memorial Drive a Decatur) il 22 giugno 1979. Il 22 settembre 1981, The Home Depot divenne pubblico al NASDAQ e raccolse 4.093 milioni di dollari, ed è stato quotato Borsa di New York il 19 aprile 1984.
Iniziò a espandersi dalla Georgia alla Florida nel 1981 con l'apertura di negozi a Hollywood e Fort Lauderdale. Nel 1984, la società gestiva 19 negozi con un fatturato di oltre 256 milioni di dollari. Per entrare nel mercato di Dallas, The Home Depot ha acquisito Bowater Home Center da Bowater Inc. il 31 ottobre 1984 per 40 milioni di dollari. La maggiore espansione a metà degli anni '80 ha creato difficoltà finanziarie con guadagni in calo del 42% e debito in aumento a 200 milioni di dollari. Le difficoltà finanziarie hanno anche causato un calo del prezzo delle azioni. Per superare le difficoltà, nel 1986 ha aperto solo 10 negozi con uno stock che offriva 2,99 milioni di azioni a 17 dollari ciascuna, il che ha aiutato la società a ristrutturare i suoi debiti.
Nel 1989, The Home Depot è diventato il più grande negozio di articoli per la casa negli Stati Uniti, superando Lowe's. Negli anni '90 ha cercato modi per ridefinire il proprio mercato. Nel 1991 è stato lanciato con successo un programma di installazione per articoli per la casa di qualità, come finestre o tappeti, chiamato EXPO. Nel 1985 è stato pubblicato un libro di 480 pagine, Home Improvement. Nrl 1994 è stata acquisita la catena canadese di ferramenta Aikenhead's Hardware, per 150 milioni di dollari, con una quota del 75%. Tutti i negozi di ferramenta di Aikenhead sono stati poi convertiti con l'insegna The Home Depot. Nel 1995, le vendite hanno raggiunto i 10 miliardi di dollari mentre la società gestiva 350 punti venduta,
L'ex dirigente della General Electric Robert Nardelli è diventato amministratore delegato e presidente di The Home Depot nel 2000.

### 2000–2007
La società di forniture per la manutenzione e la riparazione di San Diego Maintenance Warehouse è stata acquistata da The Home Depot nel 1997 per 245 milioni di dollari. Maintenance Warehouse era uno dei principali rivenditori via posta diretta di forniture per manutenzione, riparazione e operazioni che potevano raggiungere i clienti fuori dalla portata di The Home Depot. La società Apex Supply con sede ad Atlanta è stata acquisita da The Home Depot nel 1999. Apex Supply è un distributore all'ingrosso di impianti idraulici, HVAC, tubi e raccordi industriali. Apex Supply and Maintenance Warehouse sono stati rinominati nel 2004 come "The Home Depot Supply". 
Nel 2004, i dipendenti di Home Depot in un negozio suburbano di Detroit ad Harper Woods, Michigan, rifiutarono un'offerta per essere rappresentati da un sindacato, votando 115 contro 42 contro l'adesione alla United Food and Commercial Workers. Se il sindacato avesse vinto, il negozio del Michigan sarebbe stato il primo Home Depot ad avere una rappresentanza sindacale. 
Your Other Warehouse, un grande distributore di impianti idraulici specializzato nell'evasione di ordini speciali, è stato acquisito da The Home Depot nel 2001. Your Other Warehouse ha fornito anche due divisioni di The Home Depot e EXPO Design Centers. La divisione "EXPO Design Center" è stata riorganizzata nel 2001 con tre divisioni con sede nel nord-est a South Plainfield, nel New Jersey, nell'ovest a Orange, in California, e nel sud-est ad Atlanta, in Georgia. 
The Home Depot è entrata nel mercato messicano nel 2002 con l'acquisizione della catena di bricolage Del Norte. Inoltre, The Home Depot aveva iniziato la costruzione di negozi a Mexicali e Tijuana. Nello stesso anno fu lanciata la Home Depot Landscape Supply per integrare paesaggisti professionisti e piante di lusso in una catena di vendita al dettaglio di vivai. Home Depot Landscape Supply durò solo cinque anni con pochi negozi ciascuno nella metropolitana di Atlanta e Dallas/Fort Worth. L'Home Depot ha deciso di chiudere tutti i negozi Home Depot Landscape Supply alla fine del 2007.
Nel settembre 2005, Home Depot Direct ha lanciato il suo negozio online di arredamento per la casa, 10 Crescent Lane, seguito a breve dal lancio di "Paces Trading Company", il suo negozio online di illuminazione. A metà del 2006, Home Depot ha acquisito Home Decorators Collection, che è stata inserita come marchio aggiuntivo nella divisione Home Depot Direct.
Nel 2006, Home Depot ha acquisito Hughes Supply, il più grande rivenditore di articoli per la casa negli Stati Uniti, per 3,2 miliardi di dollari.  Hughes Supply è stata integrata in The Home Depot Supply per servire meglio i clienti business-to-business. The Home Depot Supply è stata rinominata con il nuovo nome HD Supply nel gennaio 2007. Cinque mesi dopo The Home Depot ha venduto HD Supply a un consorzio di tre società di private equity, The Carlyle Group, Bain Capital e Clyton Dubilier e Rice (ciascuno si impegna ad acquistare una quota di un terzo nella divisione).